# Chewang
Chewang (kinesiska: 车辋镇, 车辋) är en köping i Kina. Den ligger i provinsen Sichuan, i den sydvästra delen av landet, omkring 280 kilometer sydost om provinshuvudstaden Chengdu. Antalet invånare är 14 856. Befolkningen består av 7 113 kvinnor och 7 743 män. Barn under 15 år utgör 22,0 %, vuxna 15-64 år 60 %, och äldre över 65 år 16,0 %.
Genomsnittlig årsnederbörd är 1 491 millimeter. Den regnigaste månaden är september, med i genomsnitt 291 mm nederbörd, och den torraste är december, med 27 mm nederbörd.